# Cattedrale di Santa Maria Assunta (Avellino)
La cattedrale di Santa Maria Assunta, situata nella zona chiamata collina della Terra nel centro storico di Avellino, è il duomo della città nonché chiesa cattedrale della diocesi di Avellino. È dedicata a Santa Maria Assunta in Cielo, ma vi si celebrano anche i santi Modestino, Fiorentino e Flaviano, patroni della città e della diocesi.
La facciata del duomo, fatta di marmi decorati, è di stile neoclassico, mentre l'interno, di stile barocco, si presenta a croce latina, con tre navate. Di notevole fattura sono il soffitto a cassettoni, le antiche cappelle e le opere custodite in ognuna di esse.

## Storia

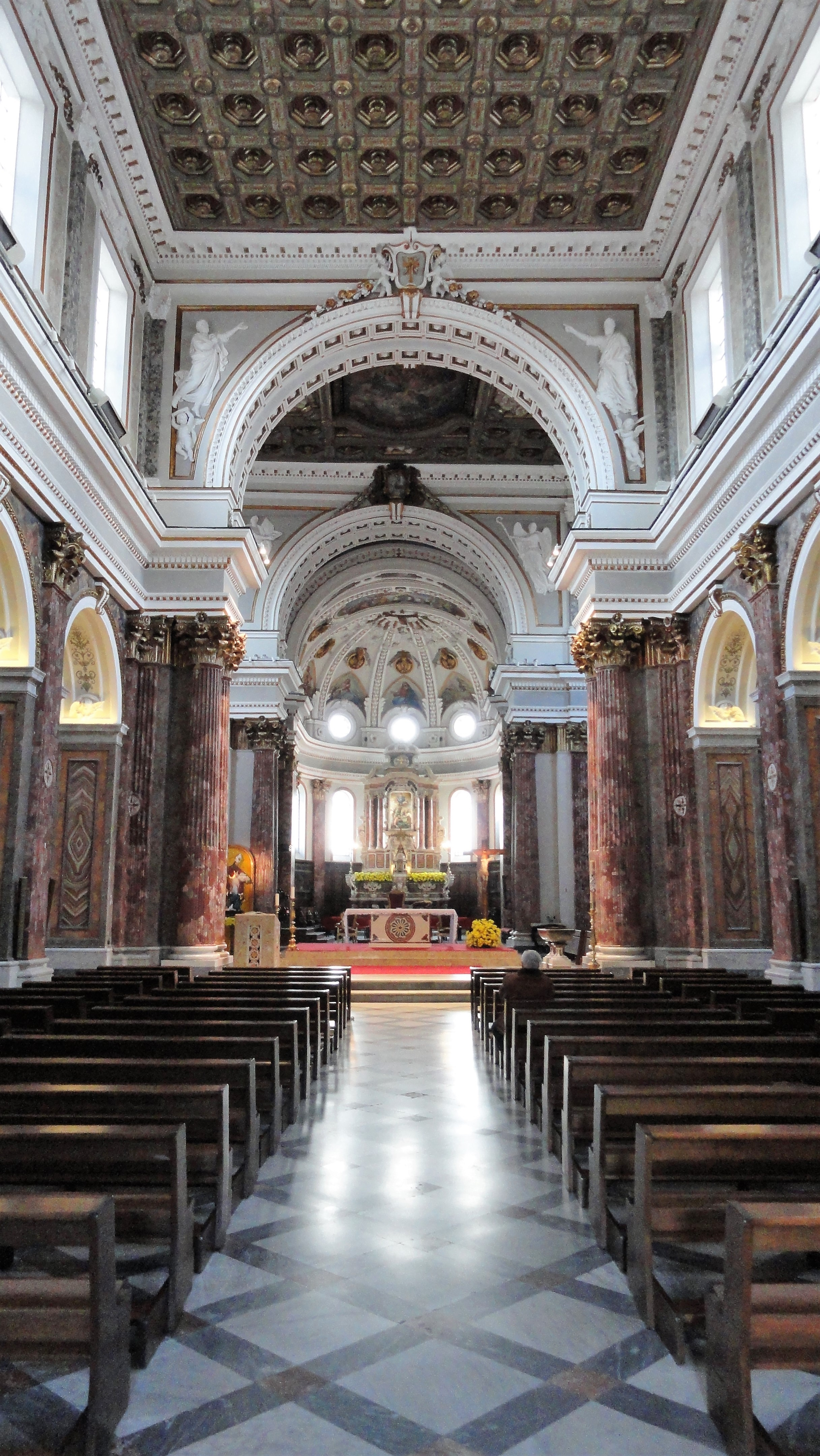
Navata

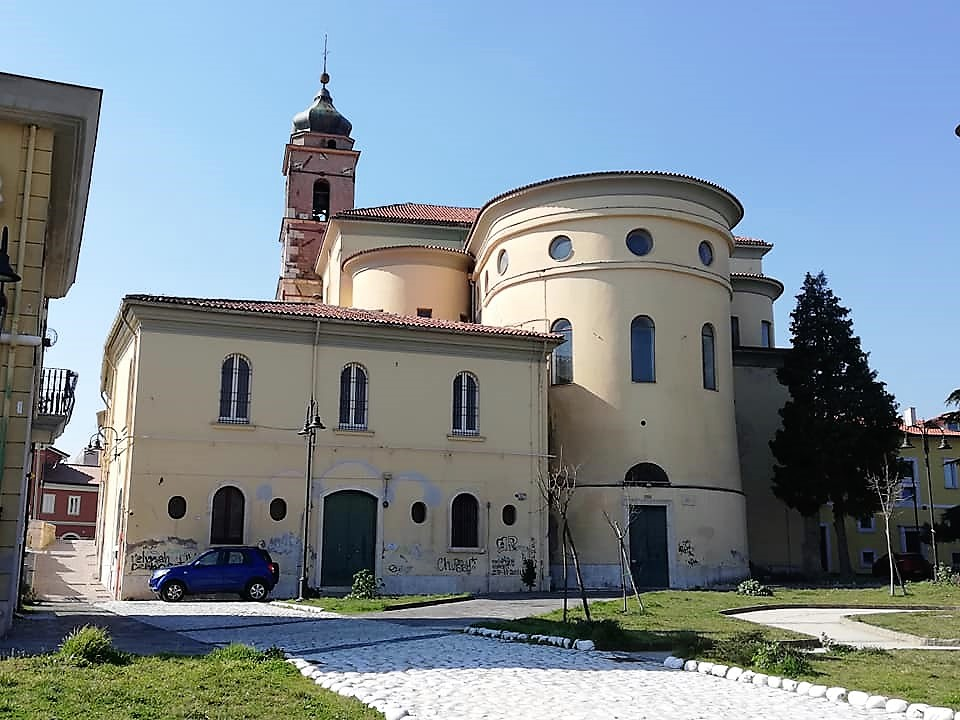
Esterno abside

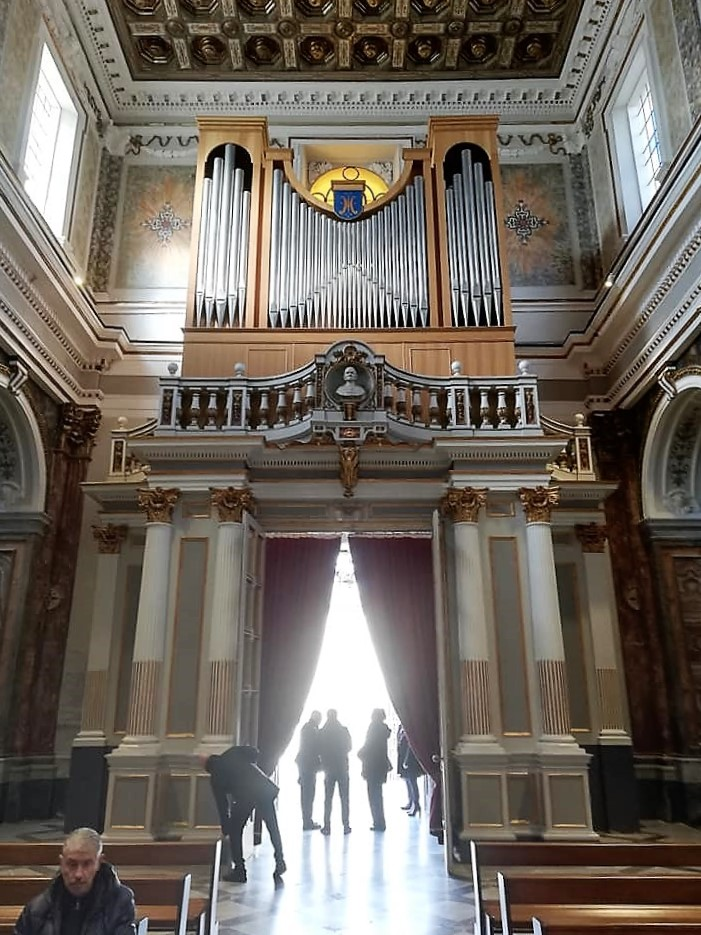
Controfacciata e organo

La cattedrale, dedicata all'Assunta e a San Modestino, vescovo e martire, è il tempio più importante della città e della diocesi di Avellino.
Il duomo fu costruito, per volere del vescovo Roberto, a metà del XII secolo, i lavori cominciarono nel 1132 e terminarono nel 1166. Per il volere di vari vescovi, a volte anche per vari danneggiamenti dovuti ai terremoti e alle guerre, la struttura ha subito numerosi restauri e ampliamenti. L'aspetto della cattedrale era in stile romanico, mantenne il suo aspetto originario fin verso la fine del Seicento, quando s'iniziarono le prime trasformazioni e i primi restauri che, proseguendo nel Settecento, trasformarono l'antica struttura romanica in stile barocco: in quel periodo del 700', internamente furono realizzati i soffitti a cassettone e vennero aggiunte le decorazioni riguardante i quadri dipinti dall'artista Michele Ricciardi.
Nella seconda metà del 1800, il vescovo Francesco Gallo (1855-1896) mise in opera un totale rifacimento ed ampliamento della cattedrale, che venne trasformata in stile neoclassico: il rifacimento della facciata fu affidato all'architetto Pasquale Cardola e fu compiuto tra il 1857 e il 1868; la trasformazione dell'interno, invece, fu opera dell'architetto Vincenzo Varriale, che vi lavorò intensamente dal 1880 al 1889.
Il nuovo edificio dovette subire i bombardamenti della seconda guerra mondiale e il terremoto del novembre 1980: in entrambi i casi furono necessari importanti interventi di consolidamento e di adeguamento alle norme sismiche. L'ultimo restauro, terminato nel 1985, fu per volere del vescovo Pasquale Venezia.

## Descrizione

### Esterno
La facciata neoclassica si presenta in marmo bianco e grigio, alabastro e basalto. Divisa in due ordini da un cornicione, nell'ordine inferiore, suddiviso in cinque fasce da quattro colonne, sono inseriti i tre portali d'entrata: due lapidi, rifacimenti di quelle antiche, ricordano le vicissitudini del portale centrale, costruito dal vescovo Roberto nel 1133 ed ampliato dal vescovo Guglielmo nel 1167.
Oggi le tre porte, si presentano in bronzo cesellato a mano, ad opera dello scultore avellinese Giovanni Sica; è di notevole fattura il portale centrale che raffigura alcune scene della storia religiosa e civile della città e della diocesi di Avellino.
Nella lunetta sovrastante la porta centrale vi è un bassorilievo raffigurante l'Ultima Cena. Ai lati del gran portale principale vi sono due nicchie che contengono due statue di marmo bianco abbastanza imponenti: a sinistra vi è san Modestino da Antiochia, vescovo e martire, patrono della città di Avellino, mentre a destra vi è san Guglielmo da Vercelli, abate, patrono primario d'Irpinia e fondatore del monastero di Montevergine; vi è una terza lapide, che ricorda l'edificazione della nuova facciata creata nell'Ottocento.
Per volere del vescovo Martinez, verso il 1788, fu risistemata la piazza antistante la cattedrale, detta piazza Duomo, e furono modificate le scale che indirizzano verso la cattedrale. Fino al 1980, la piazza si presentava diversamente: sul lato destro del duomo, vi era l'antico seminario, poi crollato a seguito del terremoto del 23 novembre, ove oggi sono visibili gli scavi archeologici degli antichi edifici. La scala di accesso al duomo, è fatta con balaustra in marmo bianco, scolpita con dei simboli, e alabastro, il tutto fu fatto in stile tardo barocco.
Sul lato destro della cattedrale, oggi sono visibili gli scavi archeologici degli antichi edifici crollati dopo il terremoto e, inoltre, sempre su questo lato, sorge il campanile. Eseguito in epoche diverse, il complesso campanario è di forma quadrata, con la parte inferiore, ovvero, la più antica, costituita da pietre e marmi di grandi dimensioni, che appartenevano a degli edifici romani risalenti al I secolo a.C..

### Interno

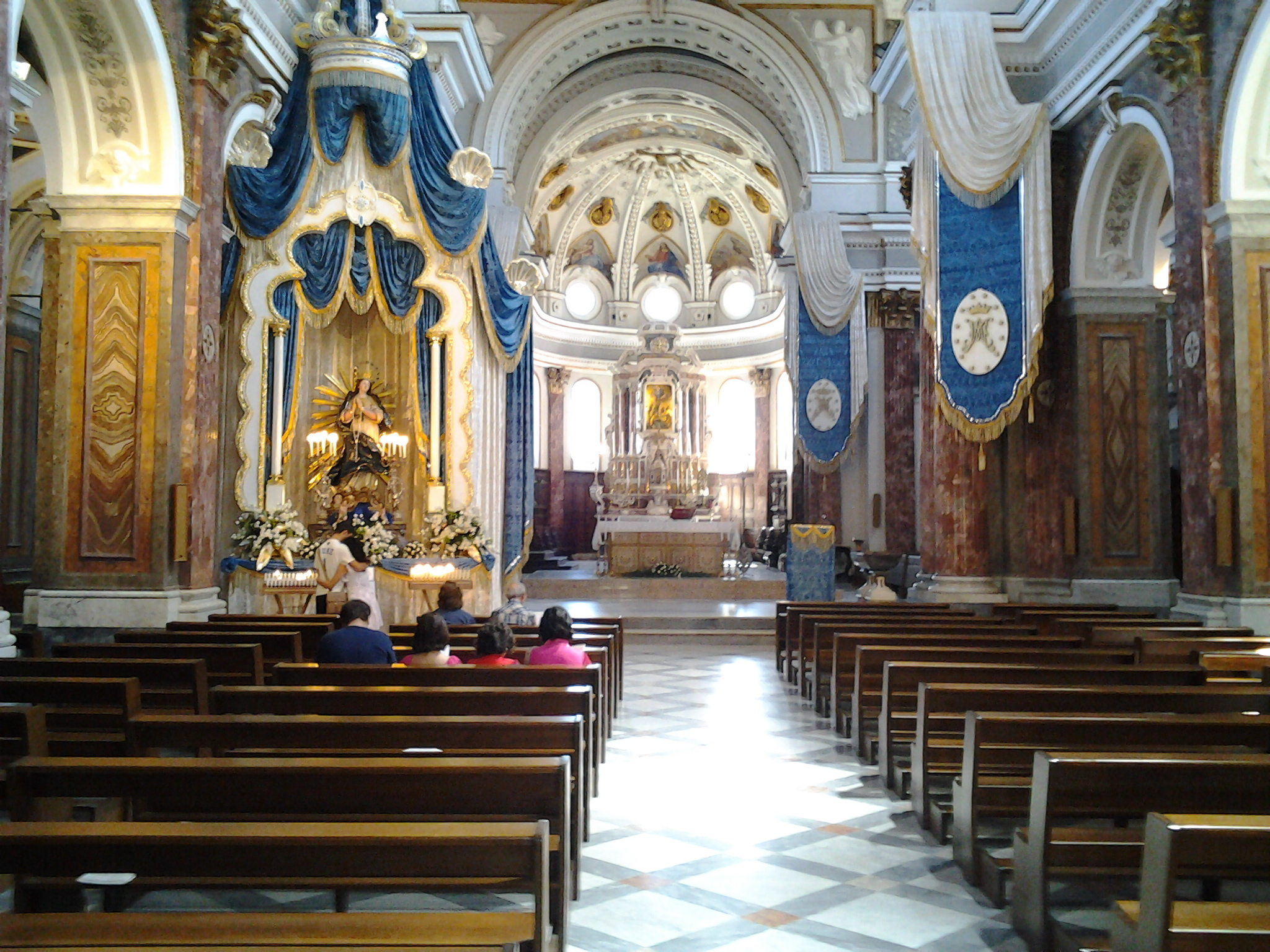
Interno della cattedrale di Avellino, addobbata in occasione dei festeggiamenti in onore dell'Assunta del 2012.

L'interno della cattedrale presenta la pianta a croce latina, diviso da sontuosi pilastri in tre navate: il transetto immette nella profonda zona presbiteriale, mentre le navate laterali hanno complessivamente 10 cappelle contenenti statue e dipinti.
Il soffitto a cassettoni della navata centrale, che copre l'antico soffitto a capriate, è stato realizzato nel Settecento; al centro è la grande tela di Michele Ricciardi che raffigura Maria Assunta in cielo (1702-1705). Ai lati in quattro medaglioni sono stati dipinti alcuni elementi che richiamano le litanie mariane: una casa, una stella, una torre ed una rosa.
Nelle dieci piccole cupole che danno luce alle navate laterali sono stati dipinti episodi evangelici della vita di Maria, opera di Achille Iovine ma rifatti, a causa dell'umidità, da Ovidio De Martino. Dello stesso Iovine sono le 20 figure di profeti o di personaggi biblici dipinti negli archi che separano le navate, e le figure degli apostoli Pietro e Paolo nell'arco che immette nel transetto.
Nella fascia che corre lungo il cornicione è stata inserita, in latino, una lunga frase di papa Paolo VI tratta del discorso di chiusura della terza sessione del concilio Vaticano II.

#### Navata destra
- Prima campata.
- Seconda campata: Cappella di San Gerardo. Ambiente barocco con altare marmoreo e nicchia contenente la statua raffigurante San Gerardo Maiella, il santo protettore delle mamme e dei bambini.
- Terza campata: Cappella dei Magi. Ambiente con altare dedicato ai Tre Re, dove si può ammirare il dipinto Adorazione dei Magi risalente alla fine del 1500, opera realizzata dal pittore fiammingo, ma operante a Napoli Pietro Torres, così come evidenziato dal contratto tra il pittore e la famiglia Spadafora che commissionò la tela.
- Quarta campata: in corrispondenza di questa campata, è presente la cappella di Sant'Antonio di Padova. Quello dedicato al Santo taumaturgo, è un antico altare: sopraelevata all'altare, si può osservare la nicchia contenente l'antica statua lignea di Sant'Antonio di Padova. La scultura lignea, che un tempo era presente nella chiesa di San Francesco in piazza Libertà, si ipotizza che sia stata realizzata anch'essa dall'artista e scultore, Nicola Fumo da Baronissi, come avvenuto per la statua della Madonna Immacolata, presente in Cattedrale.
- Quinta campata: in corrispondenza di questa campata, troviamo la Cappella della Crocifissione. Sulla sopraelevazione si può ammirare un antico dipinto raffigurante la Crocifissione di Gesù ed il reliquiario contenente la Sacra Spina della corona di Gesù, manufatto donato alla cattedrale di Avellino da Carlo I d'Angiò.

#### Navata sinistra
- Prima campata: Cappella della Pietà.L'ambiente ospitava il primitivo battistero, oggi nel baldacchino è collocata la Vergine dei Sette Dolori, statua abbigliata secondo lo stile iberico, ai piedi della Madonna è deposto il Cristo Morto.
- Seconda campata: Cappella dell'Annunciazione.Custodisce un'antica tela raffigurante l'Annunciazione.
- Terza campata: in corrispondenza di questa campata, vi è la Cappella dedicata all'Assunta. Il manufatto, molto antico e di gran valore, con marmi colorati, custodisce il famoso ed artistico simulacro della Immacolata Concezione, per gli avellinesi intesa come Vergine Assunta, compatrona della città di Avellino. La statua, di legno di ulivo, fu scolpita e poi cotta nell'olio. L'autore dell'opera fu Nicolò Fumo, scultore e architetto italiano, un esponente del barocco napoletano. L'icona lignea, a cui gli avellinesi sono molto legati, è portata in processione ogni anno il 15 agosto, evento per il quale accorrono migliaia di persone per rendere onore alla Vergine. Nel periodo di Ferragosto, vengono organizzati per l'occasione molti eventi in città per festeggiare l'Assunta.
- Quarta campata: Cappella del Rosario. Sulla sopraelevazione è collocato il dipinto raffigurante la Madonna del Rosario.
- Quinta campata: in corrispondenza di questa campata, vi è la cappella del Sacro Cuore, detta anche di Sant'Alfonso Maria de' Liguori, ove, grazie a degli antichi racconti, si ritiene che il santo abbia celebrato la Santa Messa. Sopraelevata all'altare di questa cappella, è presente una nicchia contenente la statua lignea del Sacro Cuore di Gesù.

#### Transetto

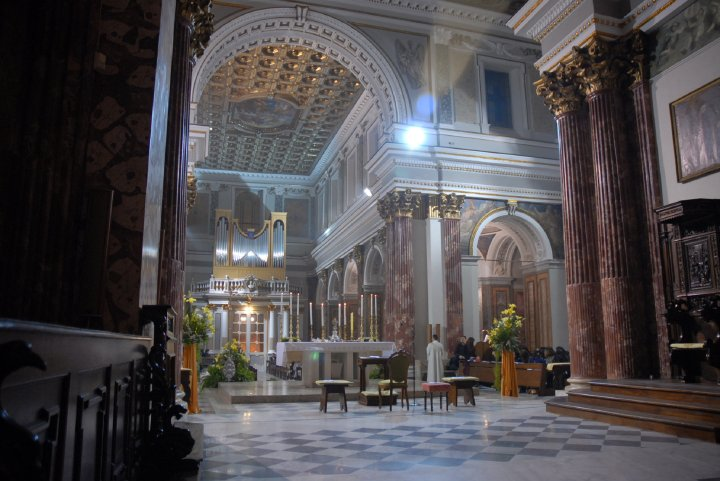
Interno della cattedrale visto dall'abside.

Alcuni gradini danno accesso dalle navate al transetto al cui centro è collocato il nuovo altare, l'ambone e il fonte battesimale.
Nelle pareti al di sotto del cornicione sono collocate due tele di Achille Iovine raffiguranti la Sacra Famiglia a sinistra e San Lorenzo Martire a destra; inoltre in quattro nicchie vi sono le statue in gesso dei quattro evangelisti. Al di sopra del cornicione invece hanno posto cinque tele di Angelo Michele Ricciardi raffiguranti cinque santi esponenti dei più rappresentativi tra gli Ordini religiosi: San Francesco Saverio, San Carlo Borromeo, Sant'Andrea Avellino, San Modestino di Antiochia e San Gaetano di Thiene.
Dal transetto si accede poi a due cappelle poste lateralmente al presbiterio.
- Absidiola sinistra: Cappella di San Modestino o anche Cappella del tesoro di San Modestino. L'ambiente custodisce in teche contenenti le reliquie dei santi patroni a cui la diocesi avellinese è devota, e il busto argenteo raffigurante San Modestino. Questa è la cappella più importante del duomo.
- Absidiola destra: Cappella della Santissima Trinità. L'ambiente trae il suo nome per la presenza di un bassorilievo di stile rinascimentale raffigurante la Santissima Trinità, risalente alla metà del XVI secolo.

#### Abside
Dal transetto si accede alla zona absidale. Qui è il coro ligneo cinquecentesco, negli stalli sono raffigurati episodi evangelici della Passione e della Morte di Gesù. Al centro è posto un altare del XVIII secolo in sostituzione di uno precedente del XVII secolo, forse opera attribuita a Cosimo Fanzago, che secondo le fonti fu successivamente spostato nella chiesa di Sorbo Serpico per far posto a quello che si ammira odiernamente in cattedrale. L'attuale altare maggiore con tabernacolo sormontato da una pregevolissima custodia - ciborio del 1616, opera del carrarese Francesco Balsimelli, proviene dall'eremo camaldolese dell'Incoronata di Sant'Angelo a Scala (presente in cattedrale dal 1813). Nella parte alta dell'abside vi sono nove medaglioni, raffiguranti le effigi dei primi vescovi avellinesi, per lo più leggendari; nelle vele, la raffigurazione delle beatitudini evangeliche e la figura di Cristo; nella volta ci sono tre affreschi di Achille Iovine relativi a tre episodi della vita di San Modestino.

### Cripta
Sotto il transetto, vi è la parte più antica della cattedrale, ovvero la cripta della Madonna dei Sette Dolori, detta comunemente cripta dell'Addolorata, in cui, prima del terremoto del 1980, vi era anche la sede della confraternita dell'Addolorata.
La cripta, rispetta lo stile con il quale fu costruita, ovvero lo stile romanico, ed è suddivisa in tre navate da colonne di pietra bianca. I capitelli di ogni colonna, appartenevano a degli edifici paleocristiani. Il soffitto è formato da volte decorate, contenenti i dipinti ad opera di Michele Ricciardi, risalenti al settecento. In fondo alla navata centrale vi è un altare moderno, ma che rispetta lo stile della cripta, fatto in marmo bianco.
Secondo alcuni storici, originariamente la cripta era la cattedrale della "civitas Abellini Longobarda". 
Nella navata destra, si può accedere ad un lungo corridoio che porta al luogo di sepoltura di alcuni vescovi della città di Avellino, tra i quali vi è la salma del vescovo Pasquale Venezia, che segnò la sua permanenza con il totale restauro del duomo.
Nella cripta, vi sono delle scalinate che scendono verso l'antico saccello mortuario e gli annessi cunicoli longobardi.

## Celebrazioni straordinarie
- 14 febbraio: data in cui si festeggiano i Santi Patroni della città e della diocesi di Avellino: San Modestino, San Fiorentino e San Flaviano. Viene svolto il solenne pontificale da parte del vescovo, in cui partecipano tutte le autorità cittadine e i sacerdoti di tutta la diocesi.
- Venerdì Santo: dopo la solenne Celebrazione della morte di Gesù ed il bacio della Reliquia della Sacra Spina, viene portata in processione per le strade della città la Madonna Addolorata e Gesù morto.
- 26 luglio: nel giorno di Sant'Anna, avviene la storica alzata del pannetto dell'Assunta, che da ufficialmente inizio al ferragosto avellinese ed ai solenni festeggiamenti dedicati alla Madonna Assunta, Compatrona della città e della diocesi di Avellino.
- 15 agosto: festeggiamenti in onore della Madonna Assunta. Vengono svolte le solenni celebrazioni a partire dalle ore 6 del mattino; a metà mattinata avviene il solenne pontificale da parte del vescovo, in cui partecipano le autorità cittadine e i sacerdoti di tutta la diocesi. Nel tardo pomeriggio, dopo la celebrazione eucaristica, viene portata in processione la statua lignea della Madonna, accompagnata dalla banda musicale.